# La medusa
La medusa (L'année des méduses) è un film del 1984 scritto e diretto da Christopher Frank, tratto da un romanzo scritto dal regista stesso.

## Distribuzione italiana
Il film venne distribuito dalla Gaumont nel maggio 1985, con doppiaggio eseguito dalla SAS.

## Riconoscimenti
- 1985 – Premio César per la migliore attrice non protagonista a Caroline Cellier